# 1089
سنة 1089 كانت سنة بسيطة تبدأ يوم الإثنين (الرابط يظهر نموذج التقويم الكامل للسنة) من التقويم اليولياني.

## مواليد
- ابن عزرا.
- مهستي الكنجوية.

## وفيات
- جيزولف الثاني من ساليرنو.